# Cocaine Bear
Cocaine Bear är en amerikansk action-komedifilm från 2023. Filmen är regisserad av Elizabeth Banks med manus skrivet av Jimmy Warden. Filmen är baserad på en verklig händelse 1985 med en svartbjörn som åt flera kilogram kokain, men denna björn dog och skadade inga personer.
Filmen hade biopremiär i Sverige den 22 februari 2023, utgiven av Universal Pictures.

## Handling
En knarksmugglares flygplan kraschar med stora mängder kokain i en skog i Georgia. En björn får i sig kopiösa mängder av knarket och går bärsärk bland tonåringar, turister, poliser och kriminella som befinner sig i skogen.

## Rollista (i urval)
Källa:
- Keri Russell – Colette Matthews
- Ray Liotta – Dentwood
- O'Shea Jackson Jr. – Howard
- Alden Ehrenreich – Marty
- Christian Convery – Henry
- Brooklynn Prince – Colettes dotter
- Isiah Whitlock Jr. – Bob
- Matthew Rhys – Andrew C. Thornton II
- Jesse Tyler Ferguson – Peter
- Margo Martindale – Ranger Liz
- Kristofer Hivju – Olaf